# Pinkalicious & Peterrific
Pinkalicious & Peterrific američko-irska je animirana dečija televizijska serija zasnovana na „Harper Collins” franšizi Pinkalicious. Za razliku od originalne serije, svaka epizoda traje 11 minuta sa dva segmenta.

## Emitovanje
Serija se premijerno emitovala 19. februara 2018. u Sjedinjenim Američkim Državama na kanalu PBS Kids.

## Uloge i likovi
Dizajnirana da podstakne decu predškolskog uzrasta da istražuju umetnost i razvijaju svoju kreativnost, serija prati Pinkalicious i njenog brata Petera dok zamišljaju kako svet izgleda kroz njeno vešto oko.
- Kayla Erickson: Pinkalicious Pinkerton
- Jaden Waldman: Peter Pinkerton[2]
- Molly Lloyd: Mrs. Pinkerton
- Jayce Bartok: Mr. Pinkerton[3][4]
- Justice Quirez: Rafael Martinez
- Echo Picone: Kendra Babcock
- Daia Johnson: Jasmine Lovat
- Raleigh Shuck: Lila Goodway
- Rebecca Soler: Mayor Martinez
- Blanca Camacho: Mrs. Plum, Ezra Knight i Mr. Plum
- Marlo Thomas: Gertie[5]
- Erin Fritch: Ms. Penny[6]

## Spoljašnje veze
- Pinkalicious & Peterrific na sajtu  (jezik: engleski)